# The Walker Brothers
The Walker Brothers — американський поп-гурт, утворений 1964 року у місті Лос-Анжелес.
До складу гурту ввійшли:
- Джон Вокер (John Walker), справжнє ім'я Джон Маус (John Maus; 12.11.1943, Нью-Йорк, США) — вокал, гітара
- Скотт Вокер (Scott Walker), справжнє ім'я Ноел Скотт Енґл (Noel Scott Engel; 9.01.1944, Гемільтон, Огайо, США) — вокал, бас, клавішні
- Ґері Вокер (Gary Walker), справжнє ім'я Гері Лідс (Gary Leeds; 3.09.1944, Глендейл, Каліфорнія, США — вокал, ударні.

## Кар'єра
Гері Лідс, колишній учасник The Standells, зустрівся з екс-басистом гурту Routers, Ноелом Скотом Енгелом, коли той виступав разом з Маусом у формації Dalton Brothers. 1964 року тріо змінило назву на The Walker Brothers і після малообіцяючого початку кар'єри в Америці музиканти вирішили перебратись до Британії. Прибувши 1965 року на Британські Острови, тріо потрапило у поле зору менеджера Моріса Кінга і уклала угоду з фірмою «Philips». Дебютний запис «Pretty Girls Everywhere» з вокальною партією у виконанні Мауса великого резонансу серед слухачів не мав, однак твір «Love Her» з вокалом Енгела потрапив у травні 1965 року до британського Тор 20 і обов'язки головного вокаліста повністю перейшли до Скотта. Гурт впевнено зайняв у Британії місце. Поряд з вокальними здібностями The Walker Brothers мали чудовий зовнішній вигляд, який нагадував кінозірок, тому трійця швидко потрапила на плакати, які залюбки розкуповували підлітки.
На своїх альбомах тріо презентувало суміш з балад, соул-стандартів та ритмічних поп-пісень, однак до синглів музиканти наполегливо включали мелодраматичні твори, що були підкріплені струнними партіями у виконанні інструментального гурту Johnny В.Great & Quotations та блискучим аранжуванням Джонна Френза. Роль диригента найчастіше доручали Айворі Реймонду та Регу Гесту. Сумна балада авторства Берта Бакарана та Хола Дейвіда «Make It Easy On Yourself» (американський хіт з репертуару Джеррі Батлера) підняла тріо на перше місце британського чарту, а подібного стилю твір «My Ship Is Coming In» потрапив до Top 3. Романтизм The Walker Brothers досяг свого апогею у композиції Боба Крю та Боба Гаудіо «The Sun Ain't Gonna Shine Anymore», у якій глибокий баритон Скотта доповнювала досконало врівноважена вокальна гармонія у стилі Four Seasons. Ця пісня цілий місяць трималась на першій позиції британського чарту і як друга (і остання) потрапила також до американського Тор 20. Надалі у стосунках музикантів почалось деяке напруження, що відбилося на їх другому максі-синглі «Solo Scott, Solo John» 1967 року, назва якого чітко вказувала на майбутні наміри тріо.
Попри те, що у період 1965—1967 року їх твори регулярно з'являлись на топ-аркушах, рівень, який презентували своїми записами The Walker Brothers, ставав все менш імпонуючим. Наприклад, пісня «(Baby) You Don't Have To Tell Me» Піта Отелла була досить слабким продовженням старих хітів тріо і виявилась початком його занепаду. Хоча композиція авторства Банарака та Дейва «Another Tear Falls» у її виконанні ще дійшла до дванадцятого місця, але вже наступна «Deadlier Than The Male» ледве потрапила до Тор 30. Записана ними відома композиція Берта Берса «Stay With Me Baby» щоправда презентувала добре відомий мелодраматизм тріо, однак не повернула гурт на вершину чартів. У такій ситуації на початку 1967 року музиканти вирішили припинити спільну діяльність. Рішення виявилось вірним. Прощальний сингл «Walking In The Rain» не повернув їм популярності.
Сольні кар'єри учасників The Walker Brothers склались по-різному, однак справжньою несподіванкою було відродження діяльності гурту 1975 року. Записаний тоді альбом «No Regrets» презентував матеріал різних авторів і не приніс успіху, хоча заглавна композиція повернула The Walker Brothers після десятирічної перерви до Тор 10. Наступний альбом «Lines» нагадував попередника і лише останній — «Nite Flights», авторами якого повністю були учасники тріо, презентував сміливі, експериментальні твори з похмурими текстами і дуже незвичним аранжуванням. Однак і цей альбом отримав комерційну поразку, але ще перед його виходом Скотт, Джон та Гері вирішили продовжити сольні кар'єри, щоправда вони так і не принесли їм очікуваного успіху.

## Дискографія
- 1965: Таке It Easy With The Walker Brothers
- 1966: Portrait
- 1967: Images
- 1967: The Walker Brothers Story
- 1975: No Regrets
- 1977: Lines
- 1978: Nite Flights
- 1983: The Walker Brothers Hits
- 1987: The Walker Brothers In Japan
- 1990: After The Lights Go Out — The Best Of 1965—1967
- 1991: No Regrets — The Best Of The Walker Brothers 1965—1976

### Скотт Вокер (Scott Walker)
- 1967: Scott
- 1968: Looking Back With Scott Walker
- 1968: Scott 2
- 1969: Scott 3
- 1969: Songs From Scott's TV Series
- 1969: The Best Of Scott
- 1970: Scott 4
- 1971: Til' The Band Comes In
- 1973: Stretch
- 1974: We Had It All
- 1981: Fire Escape In The Sky
- 1984: Climate Of Hunter
- 1989: Tilt
- 1990: Boy Child